# 東方捻螺
東方捻螺（学名：Bulla punctulata）为棗螺科棗螺屬下的一个种。